# Sa Coma
Sa Coma (übersetzt „Talgrund“) ist ein von Tourismus geprägter Ort an der Ostküste der spanischen Baleareninsel Mallorca in der Region (Comarca) Llevant.
Er hatte im Jahre 2011 3045 Einwohner, von denen 13 außerhalb des Siedlungskerns wohnten. Anfang des Jahres 2018 waren es 2548 Einwohner. Die Ortschaft ist Teil der Gemeinde Sant Llorenç des Cardassar.

## Lage und Infrastruktur
Sa Coma befindet sich 63 km östlich von Palma und 16 km östlich von Manacor. Man erreicht den Ort aus Westen kommend über die MA-4021 von Manacor, aus Richtung Süden kommend über die Küstenstrecke von Santanyí, vorbei an Porto Cristo und S’Illot. Der Ort gehört zum Feriengebiet von Cala Millor. Er ist gut durch zahlreiche Busverbindungen in die Umgebung angebunden. Ein kleiner Minizug verbindet Sa Coma mit den Orten des Feriengebietes. Eine kleine Schiffsanlegestelle befindet sich am südlichen Ende des Strandes.

## Geschichte
Bei der Schlacht um Mallorca war Sa Coma im August 1936 ein Landungspunkt der Schiffe der Republikanischen Truppen. Auf dem Anwesen Cases de sa Coma wurde das Hauptquartier sowie ein Lazarett errichtet. Nach dem Sieg der franquistischen Truppen durch die Unterstützung italienischer Kampfflugzeuge wurden etwa 500 republikanische Soldaten in einem Massengrab unter dem nördlichen Strandende Sa Comas begraben. Mindestens drei weitere Massengräber werden in der Umgebung vermutet. Seit 2017 gibt es Gespräche zwischen der Regierung der Balearen sowie der Generalitat de Catalunya über eine Öffnung des Grabes und Umbettung der Überreste sowie die Errichtung eines Gedenksteins.

## Strand

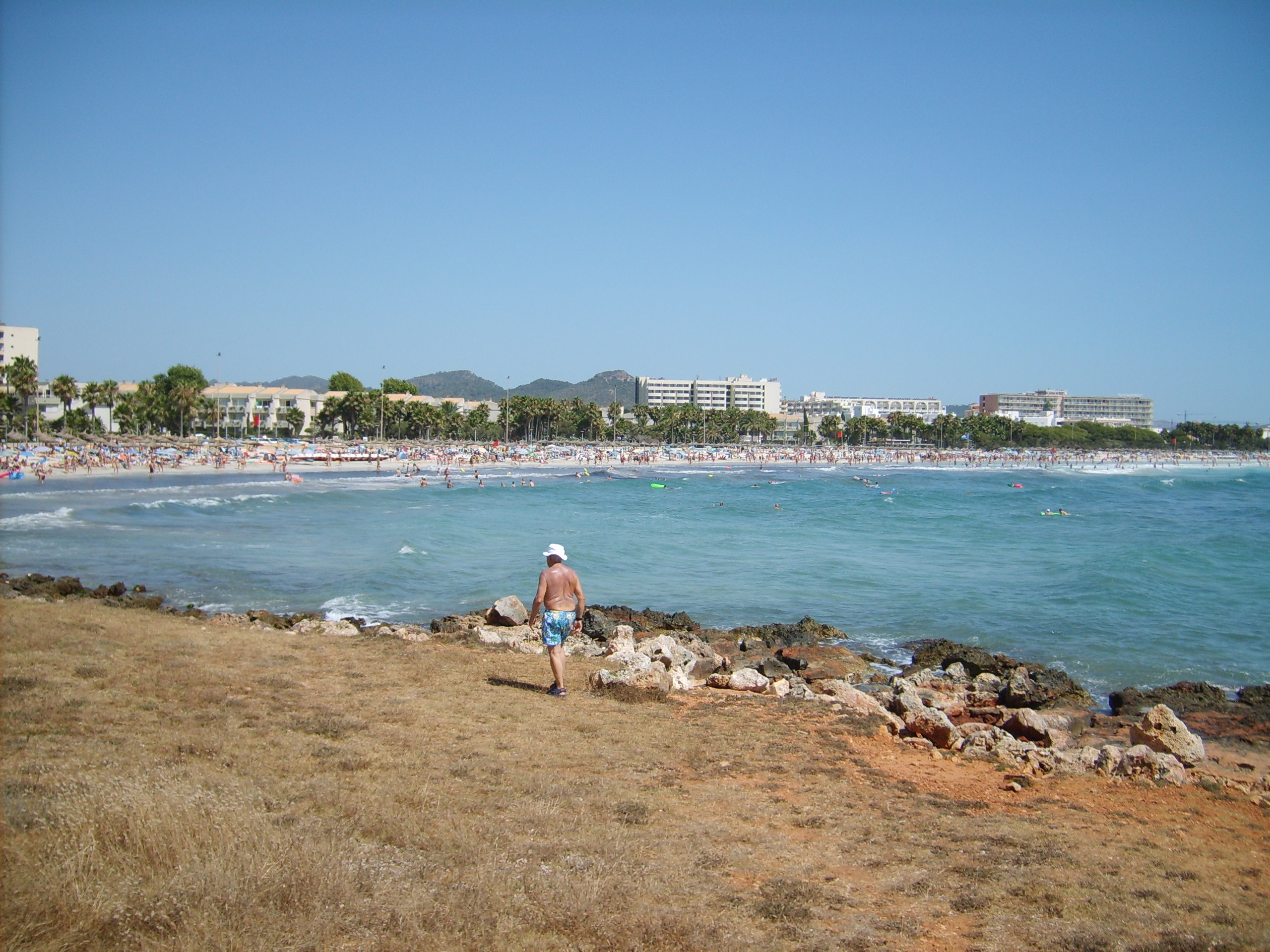
Blick auf den Strand (Juli 2007)

Der Sandstrand von Sa Coma erstreckt sich über eine Länge von 800 Metern und hat im Durchschnitt eine Breite von etwa 30 Metern, teils bis zu 60 Metern. Er wurde wegen seiner guten Wasserqualität mit der Blauen Flagge ausgezeichnet. Direkt hinter ihm verläuft die Promenade, die im Süden in die Uferpromenade des kleineren Touristenortes S’Illot übergeht.
Der Strand gilt wegen häufig unterschätzter Unterströmungen als nicht ungefährlich.

## Sehenswürdigkeiten

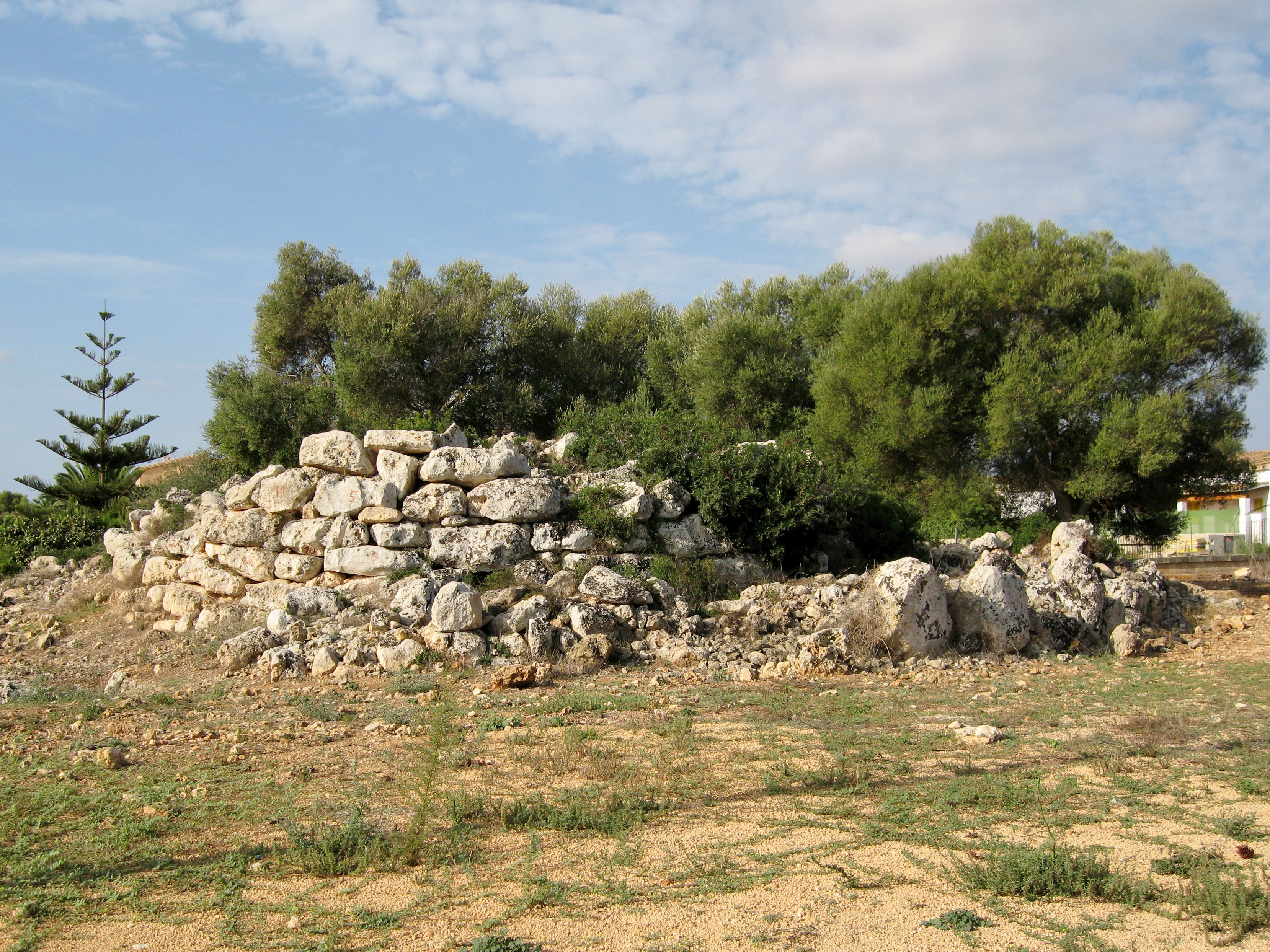
Talaiot de na Pol

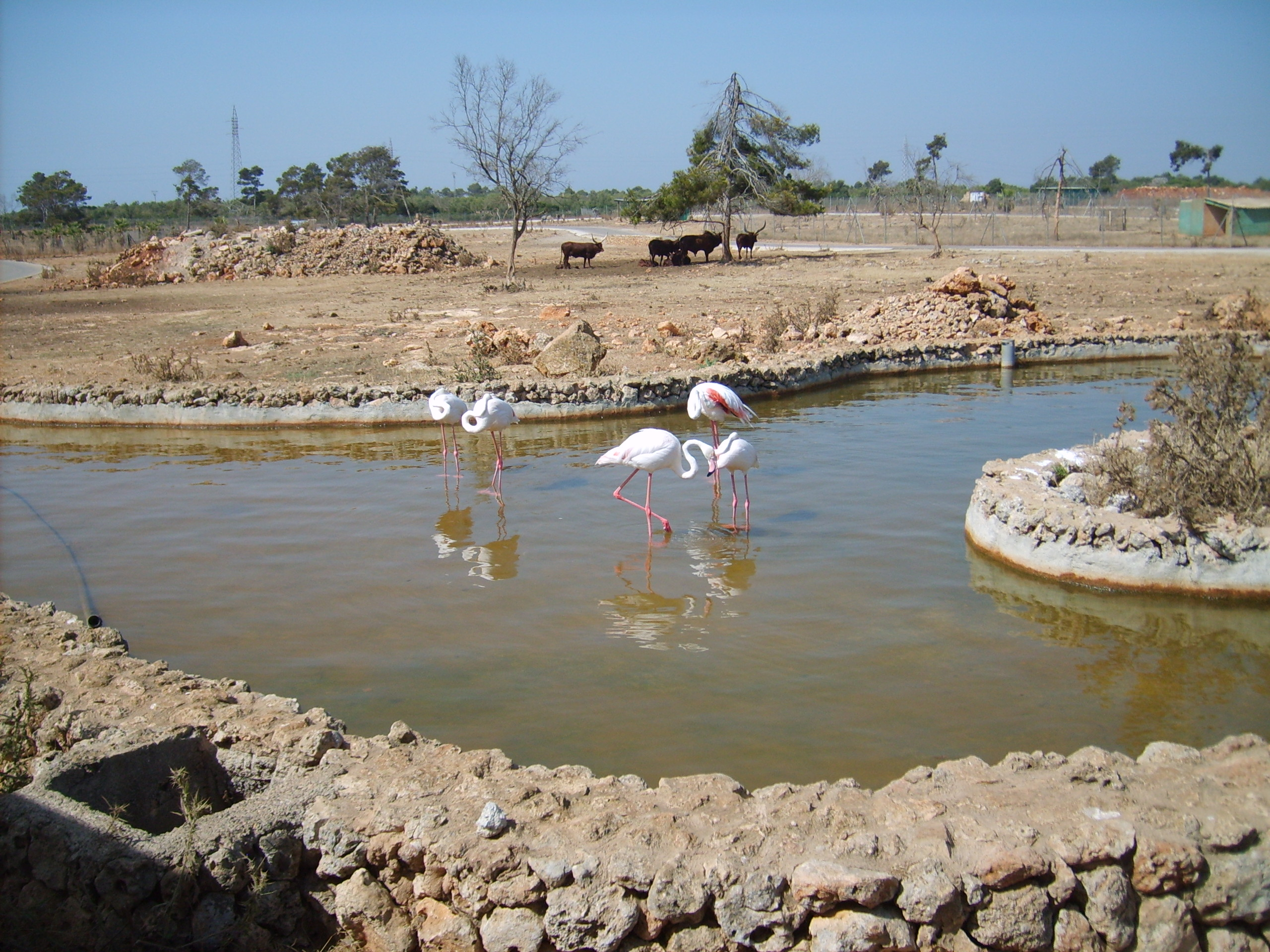
Safari-Park

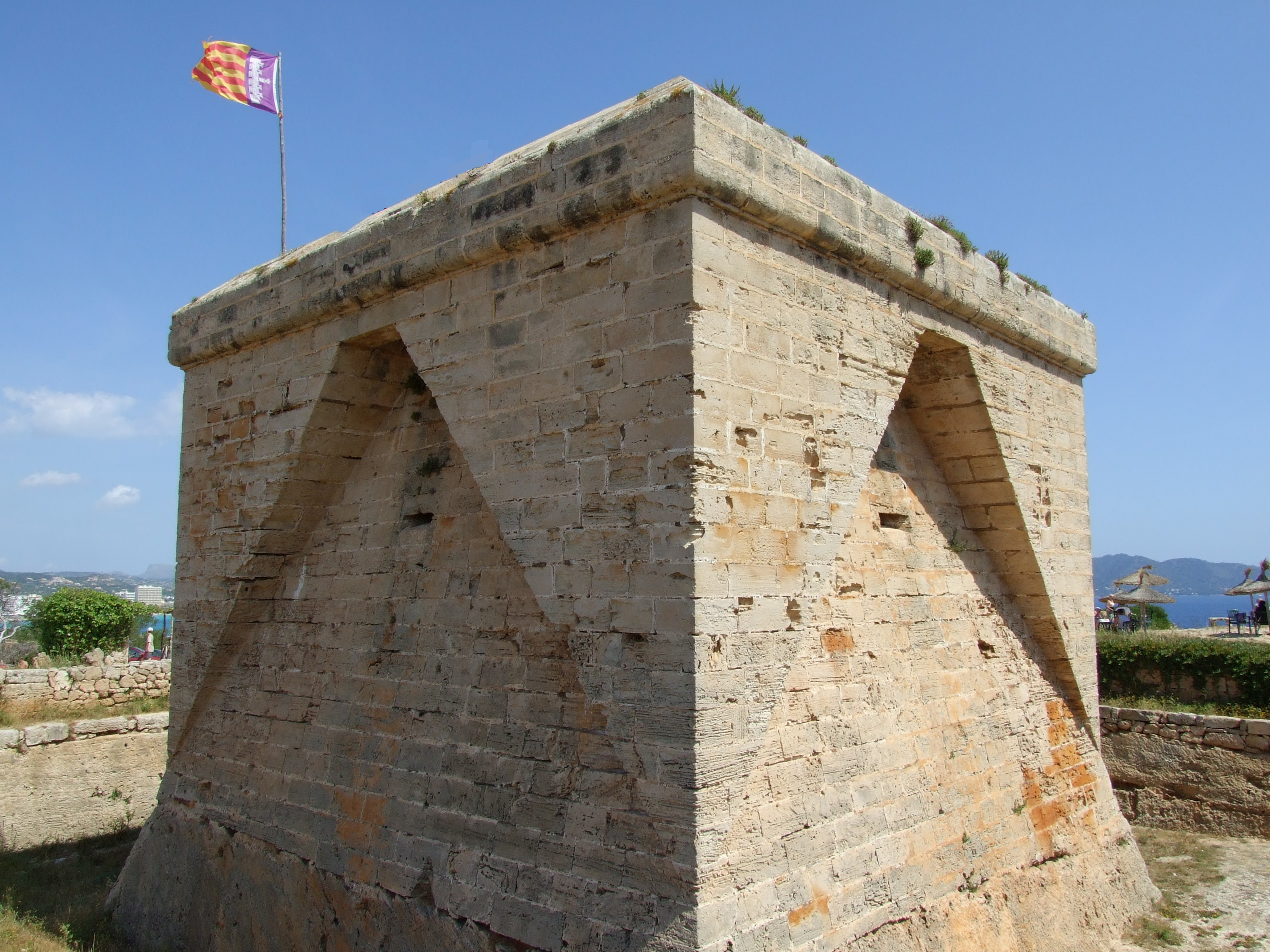
Castell de sa Punta de n’Amer

- Talaiot Na Pol

Dieser kreisförmige Talaiot (spanisch: Talayot), also megalithische Wehr- oder Wachturm befindet sich im Norden des Ortes an der Ecke Carrer Pomeres – Carrer Roses. Es handelt sich um Reste eines konischen Bauwerks, das einen Durchmesser von 12,5 Metern hat. Die Mauern sind 3,5 Meter hoch und 2 Meter breit und wurden aus großen Steinblöcken errichtet. Einige Nebengebäude liegen dem Haupt-Talaiot wabenförmig an und werden bogenförmig von einer Umfassungsmauer umschlossen. Im unteren Bereich befindet sich eine umgebaute natürliche Höhle, deren Funktion nicht geklärt werden konnte.
- Safari-Park

Dieser befindet sich auf einem 40 Hektar großen Gelände im Norden des Ortes. Er kann mit dem eigenen oder auch einem Fahrzeug des Parkes durchfahren werden. Es sind meist afrikanische Steppentiere sowie Affen in freier Wildbahn zu sehen. Ein integrierter kleiner Zoo beherbergt außerdem Gehege für Raubtiere, Elefanten, Affen und weitere Tiere. Es gibt eine Gaststätte und zwei kleine Show-Bühnen.
- Punta de n’Amer

Die ca. 200 Hektar große Halbinsel Punta de n’Amer ist ein Naturschutzgebiet und schließt sich direkt nördlich des Ortes am Ende der Strandpromenade an. Auf zahlreichen kleinen Wegen kann diese Landschaft erkundet werden. Das 1696 errichtete Castell, ein einst dem Schutz vor Piraten dienender Wehrturm, steht bei freiem Eintritt zur Besichtigung offen. Es beherbergt ein kleines Museum und dient als Aussichtspunkt über die Bucht von Son Servera.
- Talaiotische Siedlung von S’Illot

Reste der aus der Zeit ab etwa 1100 v. Chr. stammenden Siedlung der Talayot-Kultur finden sich im südlichen Nachbarort S’Illot.
- Coves del Drac

Das große begehbare Tropfsteinhöhlensystem Coves del Drac (Drachenhöhlen) befindet sich ca. neun Kilometer südöstlich von Sa Coma bei Portocristo. Es erstreckt sich über 1700 Meter und besitzt sechs Seen. Mit dem Llac Martel befindet sich hier Europas größter unterirdischer See. Innerhalb der Höhle werden regelmäßig Konzerte veranstaltet.
- Minigolf „Paradis“

In Sa Coma gibt es neben weiteren Sport- und Freizeiteinrichtungen die Minigolfanlage „Paradis“. Sie ist in einen großflächigen Park mit Palmen, anderem exotischem Gewächs und künstlichen Wasserfällen eingepasst und befindet sich hinter dem Hotel „Safari Park“.

## Jährliche Feste und Veranstaltungen
- Die Fiestas Patronales de Santa Maria de Sa Coma finden jährlich um den 16. September statt.
- Die Fiestas del Turista entstanden in der Absicht, die touristische Sommersaison zu verlängern und finden jährlich um das letzte September-Wochenende in S’Illot sowie in Cala Millor und Sa Coma statt.
- Das Mallorca Smooth Jazz Festival findet jährlich Ende Oktober / Anfang November in Sa Coma statt. (Bis 2019 fand er Ende April / Anfang Mai statt.)